# Wybory do Parlamentu Europejskiego w Irlandii w 1999 roku
Wybory do Parlamentu Europejskiego w Irlandii w 1999 roku zostały przeprowadzone 11 czerwca 1999. Irlandczycy wybrali 15 przedstawicieli do Parlamentu Europejskiego V kadencji. Frekwencja wyborcza wyniosła 50,2%.

## Okręgi wyborcze
- Connacht-Ulster: 3 mandaty
- Dublin: 4 mandaty
- Leinster: 4 mandaty
- Munster: 4 mandaty

## Wyniki wyborów
| Lista wyborcza        | Głosy     | %     | Mandaty |
| --------------------- | --------- | ----- | ------- |
| Fianna Fáil           | 537 757   | 38,64 | 6       |
| Fine Gael             | 342 171   | 24,59 | 4       |
| Partia Pracy          | 121 542   | 8,73  | 1       |
| Partia Zielonych      | 93 100    | 6,69  | 2       |
| Sinn Féin             | 88 165    | 6,33  | –       |
| Partia Socjalistyczna | 10 619    | 0,76  | –       |
| Niezależni            | 198 386   | 14,26 | 2       |
| Razem                 | 1 391 740 |       | 15      |